# Reinhard Kopiez
Reinhard Kopiez (* 7. Mai 1959 in Bochum) ist ein deutscher Musikwissenschaftler und seit 1998 Professor für Musikpsychologie an der Hochschule für Musik, Theater und Medien Hannover.

## Leben
Kopiez studierte zunächst Gitarre bei Werner Kämmerling an der Hochschule für Musik und Tanz Köln. 1981 schloss er mit der Künstlerischen Reifeprüfung und 1982 mit dem Konzertexamen ab. Es folgte ein Studium der Musikwissenschaft, Psychologie und Musikethnologie an der Technischen Universität Berlin. Die Promotion erfolgte 1990 in Musikwissenschaft mit einer experimentellen Studie zum mentalen Üben bei Helga de la Motte-Haber.
1990–1995 war er Assistent für Musikwissenschaft an der Technischen Universität Berlin. Von 1995 bis 1998 war Kopiez Professor für Systematische Musikwissenschaft an der Hochschule für Musik Würzburg. Die Habilitation für das Fach Musikwissenschaft erfolgte an der Technischen Universität Berlin 1998.

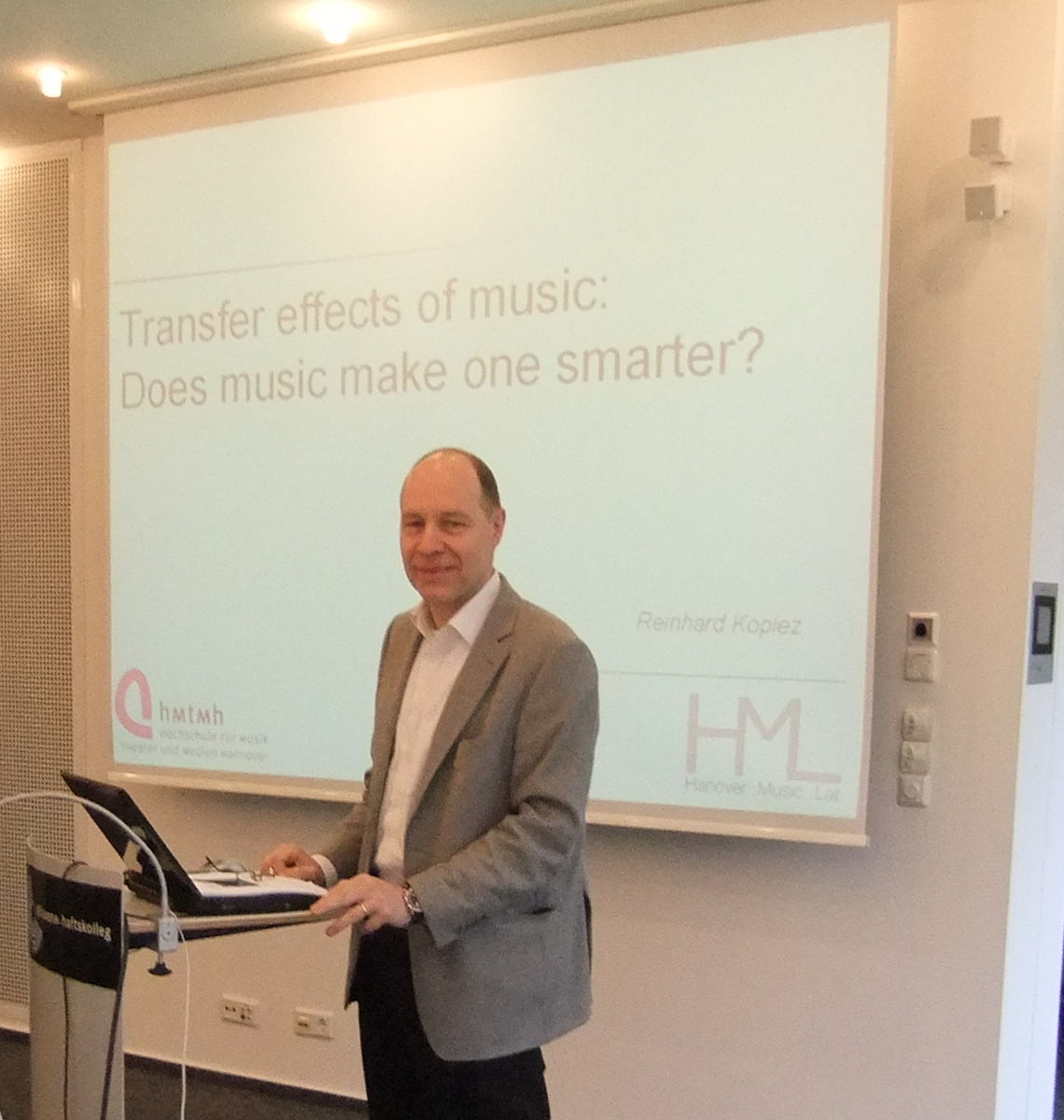
Selbstporträt

Kopiez publizierte eine große Zahl von Aufsätzen und Büchern, die sich u. a. mit der Sozialpsychologie der Musik (z. B. Fußball-Fangesänge), der emotionalen Wirkung von Musik (sogenannten Gänsehaut-Erlebnissen), der Händigkeit bei Musikern oder der instrumentalen Virtuosität beschäftigen. Sein besonderes Interesses gilt den Besonderheiten des Live-Spiels von Rock-Gitarristen und besonders dem Einfluss des Showfaktors auf das Zuschauerurteil. Im Jahr 2000 führte er mit dem Pianisten Armin Fuchs ein aufwändiges musikpsychologisches Projekt zum 28-stündigen Klavierstück Vexations des französischen Komponisten Erik Satie durch.
Er war Vizepräsident und Präsident der Deutschen Gesellschaft für Musikpsychologie und von 2009 bis 2012 Präsident der European Society for the Cognitive Sciences of Music (ESCOM). Von 2012 bis 2018 war er Editor der Zeitschrift Musicae Scientiae. Seit 2022 ist er Herausgeber der Zeitschrift Jahrbuch Musikpsychologie. Er leitet außerdem das 2009 gegründete Hanover Music Lab, eine Einrichtung der Hochschule für Musik, Theater und Medien Hannover zur experimentellen Musikforschung.

## Veröffentlichungen (Auswahl)
- Andreas C. Lehmann und Reinhard Kopiez (Hrsg.): Handbuch Musikpsychologie. Göttingen: Hogrefe 2018, ISBN 978-3-456-85591-2
- Reinhard Kopiez, Jessika Dressel, Marco Lehmann und Friedrich Platz: Vom Sentographen zur Gänsehautkamera. Entwicklungsgeschichte und Systematik elektronischer Interfaces in der Musikpsychologie. Marburg: Tectum 2011, ISBN 978-3-8288-2621-2
- Herbert Bruhn, Reinhard Kopiez und Andreas Lehmann (Hrsg.): Musikpsychologie. Das neue Handbuch. Reinbek: Rowohlt 2008, 3. überarbeitete Auflage 2011, ISBN 978-3-499-55661-6
- Reinhard Kopiez und Guido Brink: Fußball-Fangesänge. Eine Fanomenologie. Würzburg: Königshausen & Neumann 1998, ISBN 3-8260-1495-2
- Der Einfluss kognitiver Strukturen auf das Erlernen eines Musikstücks am Instrument. Frankfurt a. M.: Peter Lang, 1990, ISBN 978-3-631-42665-4